# Katzelsdorf
Katzelsdorf (auch Katzelsdorf an der Leitha) ist eine Gemeinde mit 3162 Einwohnern (Stand 1. Jänner 2025) im Industrieviertel von Niederösterreich, direkt südöstlich von Wiener Neustadt.

## Geografie
Katzelsdorf liegt an der Schnittstelle der Regionen Steinfeld, Thermenregion und Bucklige Welt am Fuße des Rosaliengebirges. Durch Katzelsdorf fließen die Leitha und der Kanal Mühlbach.

### Gemeindegliederung
Das Gemeindegebiet umfasst folgende zwei Ortschaften (in Klammern Einwohnerzahl Stand 1. Jänner 2025):
- Eichbüchl (163)
- Katzelsdorf (2999)

Die Gemeinde besteht aus der Katastralgemeinde Katzelsdorf.

### Nachbargemeinden
| Wiener Neustadt (Niederösterreich) | Neudörfl (Bez. Mattersburg, Bgld.)          |                                      |
|                                    | Kompassrose, die auf Nachbargemeinden zeigt | Pöttsching (Bez. Mattersburg, Bgld.) |
|                                    | Lanzenkirchen (Niederösterreich)            | Wiesen (Bez. Mattersburg, Bgld.)     |

## Geschichte
Vor Christi Geburt war das Gebiet Teil des keltischen Königreiches Noricum und gehörte zur Umgebung der keltischen Höhensiedlung Burg auf dem Schwarzenbacher Burgberg. Später unter den Römern lag das heutige Katzelsdorf in der Provinz Pannonia.
Bei einer Furt durch die Leitha entstanden drei Gruppen von Hügelgräbern (eine bereits im Burgenland gelegen), von denen eine beim Bau der Mattersburger Schnellstraße zerstört wurde. Diese eisenzeitliche Nekropole lag im Grenzwald der ehemaligen österreichisch-ungarischen Grenze und war deshalb lange Zeit ungestört erhalten geblieben. Ein Hügelgrab mit Brandbestattung wird in die jüngere Hallstattzeit, zwei mit Körperbestattung in die mittlere Latènezeit und fünf mit Brandbestattung in die frührömische Zeit datiert. Andere frührömische Urnengräber, teilweise mit Grabeinfassungen und Grabsteinen (eine Vala wird namentlich genannt), liegen ebenfalls in diesem Bereich. In einem der latènezeitlichen Hügelgräber lag ein mit Schwert und Lanze gerüsteter Mann, dessen Schädel eine Dreifach-Trepanation aufweist. Das dritte Knochenstück der kleeblattförmigen Trepanation ist nicht herausgebrochen, weshalb auf einen tödlichen Operationsverlauf geschlossen wurde.
Katzelsdorf wurde erstmals im Jahr 1183 als Cazelinisdorf urkundlich erwähnt, der Name geht vermutlich auf den Männernamen Chazilo oder Chezilin zurück.
Im 12. Jahrhundert entstand das Schloss Katzelsdorf, das seine heutige Form Wolf Mathias Freiherr von Königsberg verdankt. Seit 1994 befindet es sich in Gemeindebesitz und dient als Zentrum für zahlreiche Feste und kulturelle Veranstaltungen.
Im 14. Jahrhundert wurde Schloss Eichbüchl erbaut. 1945 entstand hier unter Karl Renner die erste Regierungsproklamation der Zweiten Republik. Schloss Eichbüchl ist in Privatbesitz und dient heute als Begegnungsstätte für Musikliebhaber.
Das Kloster und die Pfarrkirche wurden im 15. Jahrhundert von den Franziskanern gegründet. Zur Zeit der Reformation hatten Christoph von Teufel und seine Frau Susanna Teufel geb. von Weisspriach aus Winzendorf das Patronatsrecht über das Kloster. 1560 zogen sie es ein und gründeten nach der Vertreibung der Patres eine evangelische Schule. Im Jahr 1857 ging es an die Redemptoristen. Diese gründeten hier ein Gymnasium. 
Im Zuge kriegerischer Auseinandersetzungen wurde der Ort wiederholt in Mitleidenschaft gezogen, so 1463 durch streifende Söldner des Jörg von Vöttau, 1487 durch die Magyaren sowie 1532 und 1683 durch die Osmanen.
1888 wurde die Ortschaft Eichbüchl eingemeindet.
Im Zweiten Weltkrieg diente das Areal um Schloss Katzelsdorf als das größte Pferdelazarett an der Ostfront. Zwischen Redemptoristenkloster und Kellerhaus befand sich ein Lager des Reichsarbeitsdienstes, das nach dem Krieg abgerissen wurde. Bei den Bombardierungen von Wiener Neustadt wurde auch Katzelsdorf schwer in Mitleidenschaft gezogen.
1971 stellte Edwin Lipburger in der Nähe der Landesstraße 4091 ein Kugelhaus auf eine Wiese und rief die Republik Kugelmugel aus. Nach heftigen Auseinandersetzungen mit dem Bezirksgericht Wiener Neustadt musste Lipburger sogar für 10 Wochen hinter Gitter. 1982 wurde die Kugel dann in den Wiener Prater versetzt.
Am 26. November 2003 wurde mit Hannelore Handler-Woltran erstmals in der Geschichte von Katzelsdorf eine Frau zum Bürgermeister gewählt. Seit 2018 ist Michael Nistl Bürgermeister von Katzelsdorf.

### Religionen
Nach den Daten der Volkszählung 2001 sind 78,9 % der Einwohner römisch-katholisch und 4,7 % evangelisch. 0,9 % sind Muslime, 0,9 % gehören orthodoxen Kirchen an und 0,1 % sind israelitisch. 12,7 % der Bevölkerung haben kein religiöses Bekenntnis.

### Einwohnerentwicklung
| Katzelsdorf: Einwohnerzahlen von 1869 bis 2025      | Katzelsdorf: Einwohnerzahlen von 1869 bis 2025 | Katzelsdorf: Einwohnerzahlen von 1869 bis 2025 | Katzelsdorf: Einwohnerzahlen von 1869 bis 2025 | Katzelsdorf: Einwohnerzahlen von 1869 bis 2025 |
| --------------------------------------------------- | ---------------------------------------------- | ---------------------------------------------- | ---------------------------------------------- | ---------------------------------------------- |
| Jahr                                                |                                                |                                                |                                                | Einwohner                                      |
| 1869                                                | 1869                                           |                                                | 871                                            | 871                                            |
| 1880                                                | 1880                                           |                                                | 881                                            | 881                                            |
| 1890                                                | 1890                                           |                                                | 977                                            | 977                                            |
| 1900                                                | 1900                                           |                                                | 1.076                                          | 1.076                                          |
| 1910                                                | 1910                                           |                                                | 1.131                                          | 1.131                                          |
| 1923                                                | 1923                                           |                                                | 1.270                                          | 1.270                                          |
| 1934                                                | 1934                                           |                                                | 1.305                                          | 1.305                                          |
| 1939                                                | 1939                                           |                                                | 1.347                                          | 1.347                                          |
| 1951                                                | 1951                                           |                                                | 1.237                                          | 1.237                                          |
| 1961                                                | 1961                                           |                                                | 1.342                                          | 1.342                                          |
| 1971                                                | 1971                                           |                                                | 1.628                                          | 1.628                                          |
| 1981                                                | 1981                                           |                                                | 1.883                                          | 1.883                                          |
| 1991                                                | 1991                                           |                                                | 2.294                                          | 2.294                                          |
| 2001                                                | 2001                                           |                                                | 2.827                                          | 2.827                                          |
| 2011                                                | 2011                                           |                                                | 3.175                                          | 3.175                                          |
| 2021                                                | 2021                                           |                                                | 3.207                                          | 3.207                                          |
| 2025                                                | 2025                                           |                                                | 3.162                                          | 3.162                                          |
| Quelle(n): Statistik Austria, Gebietsstand 1.1.2021 |                                                |                                                |                                                |                                                |

## Kultur und Sehenswürdigkeiten
Katzelsdorf
- Pfarrkirche hl. Radegundis

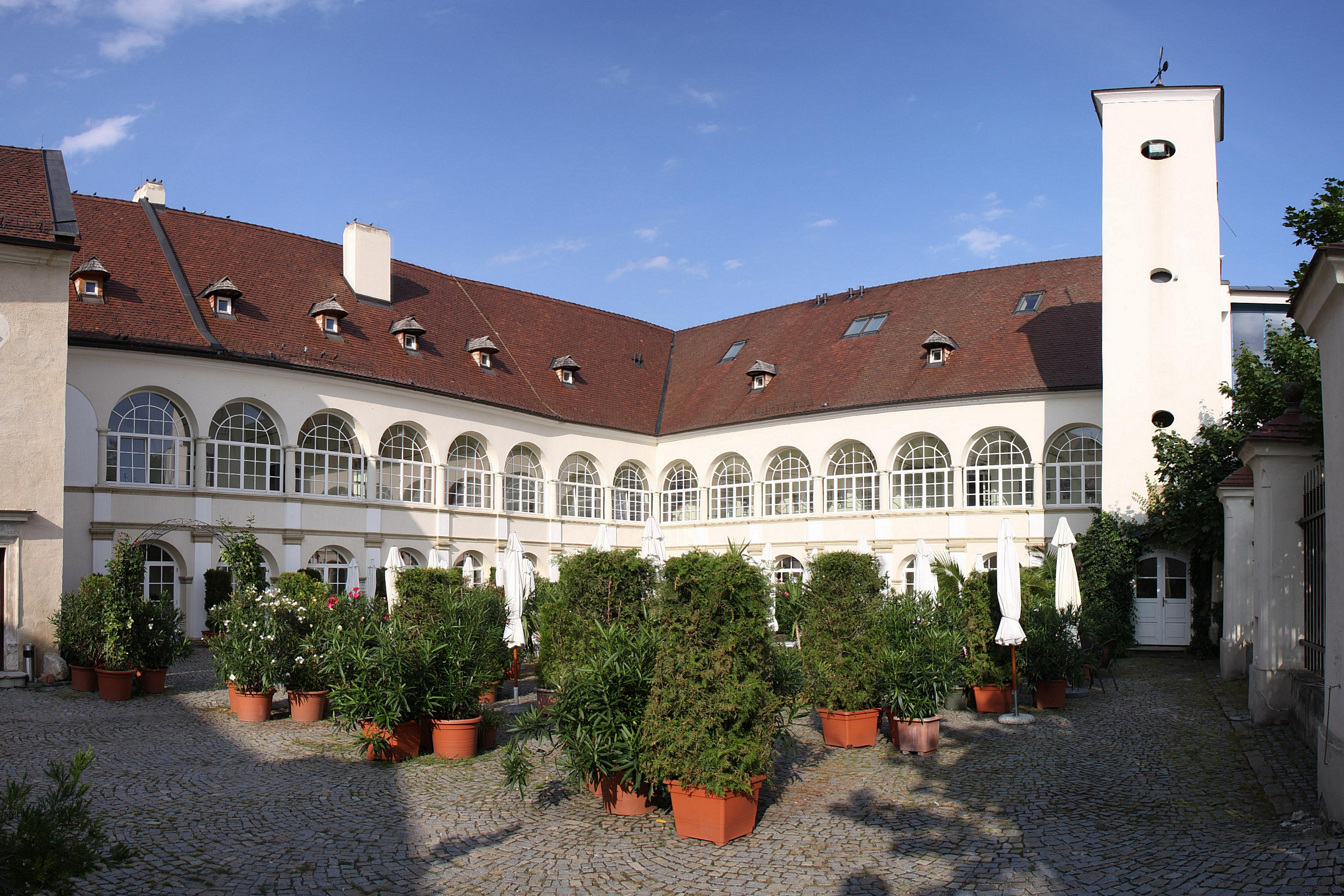
Schloss Katzelsdorf

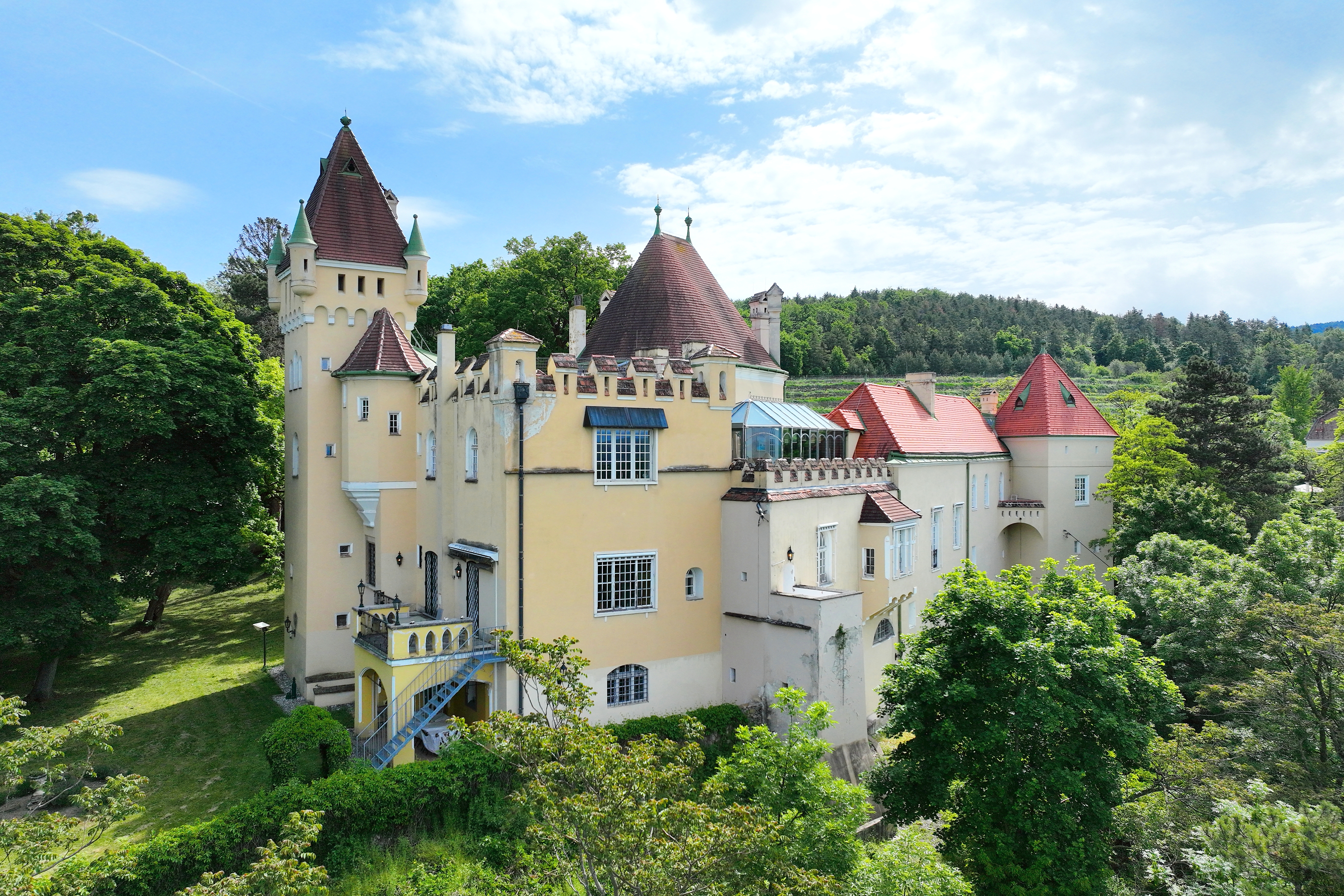
Schloss Eichbüchl

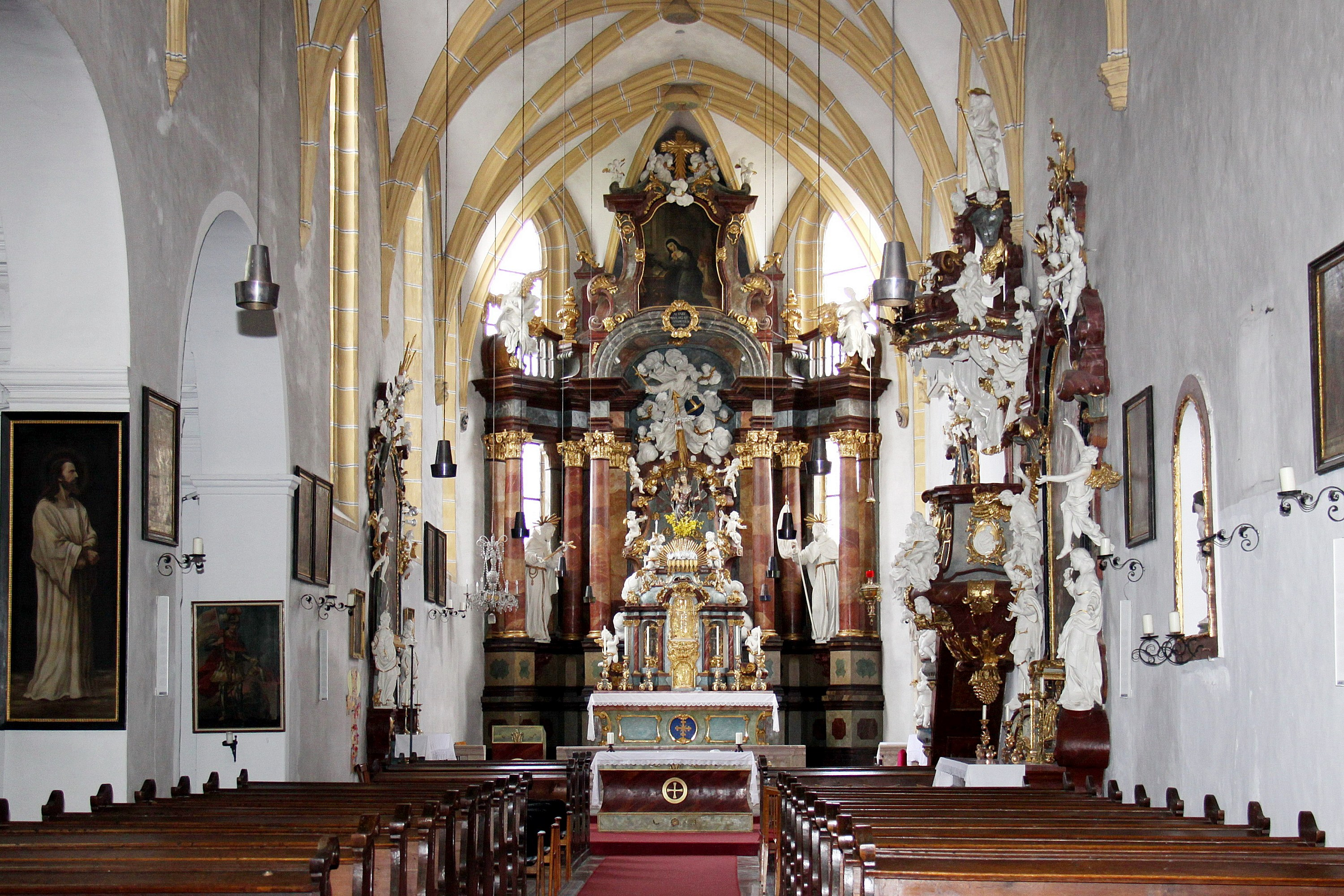
Innenansicht der Pfarrkirche hl. Radegundis

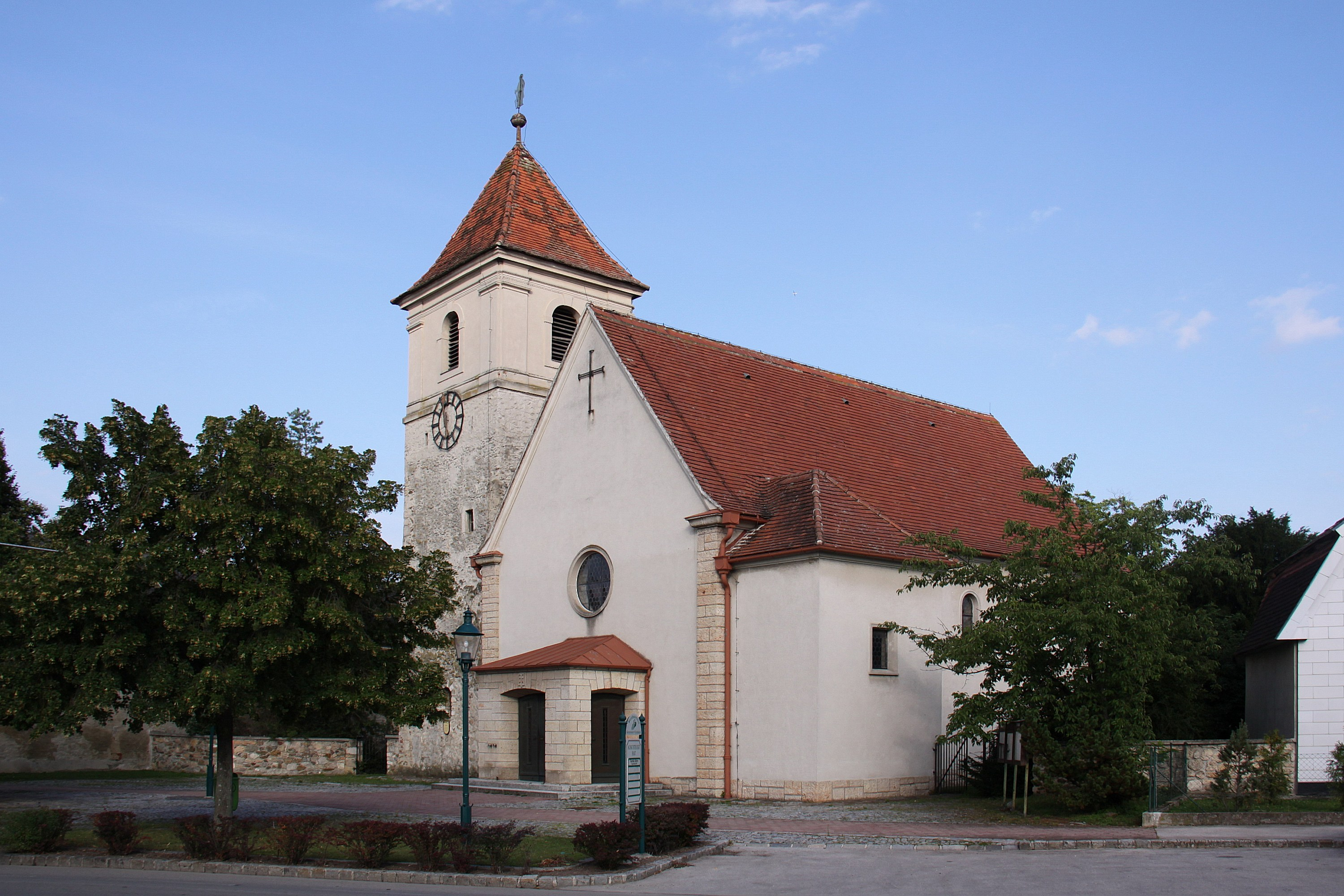
Filialkirche hl. Laurenz

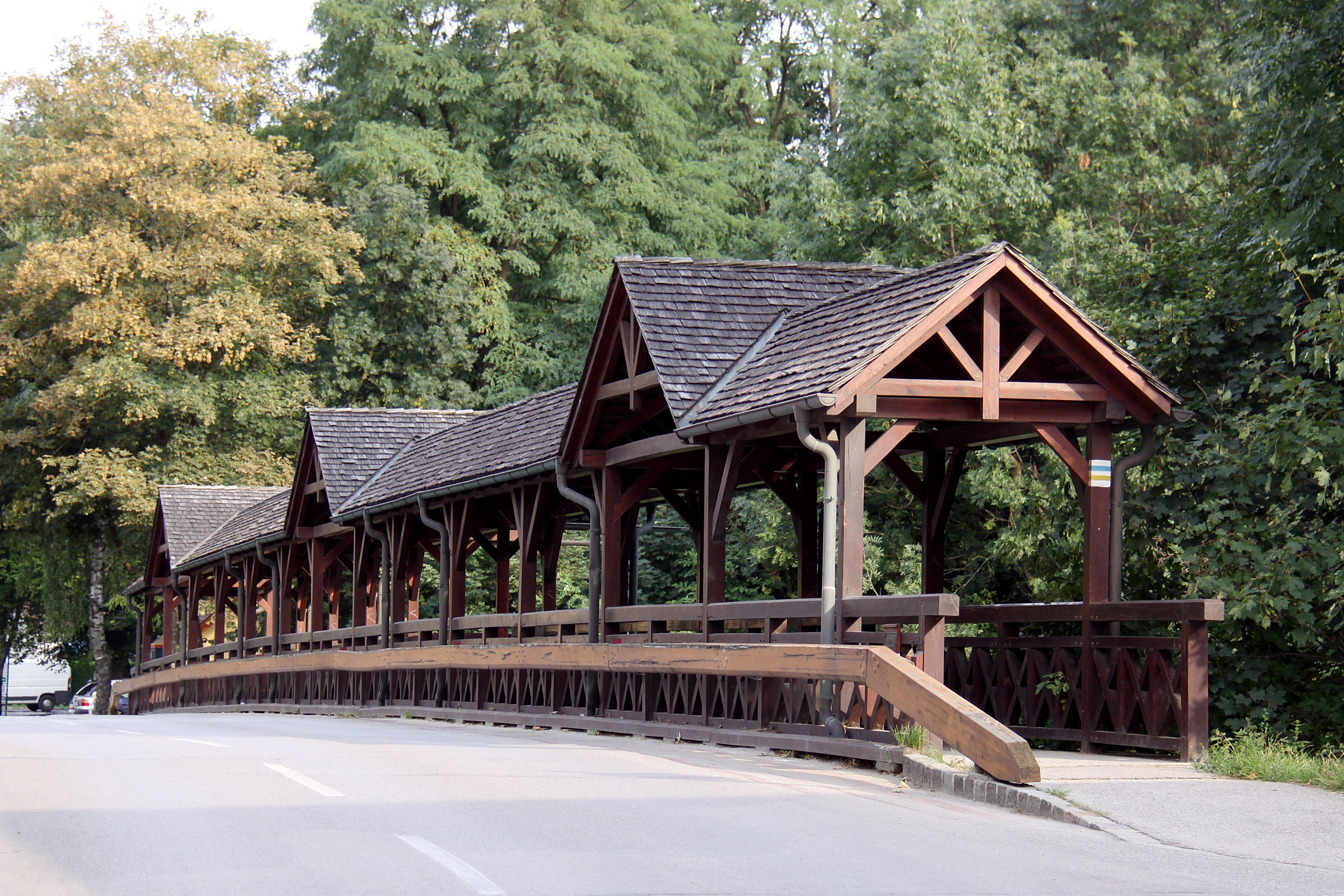
Eines der Wahrzeichen von Katzelsdorf ist die hölzerne Leithabrücke

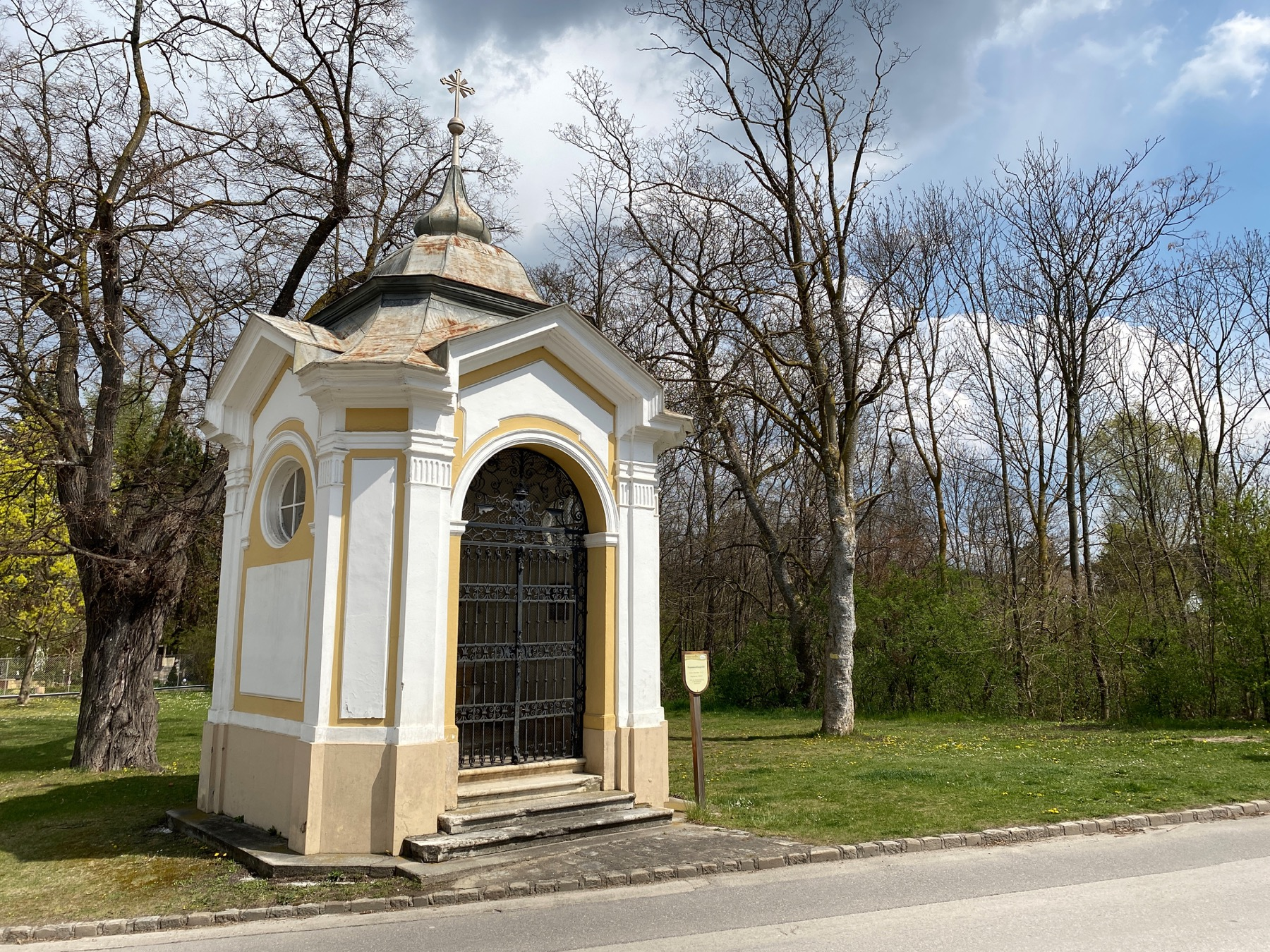
Nepomukkapelle nahe der Leithabrücke

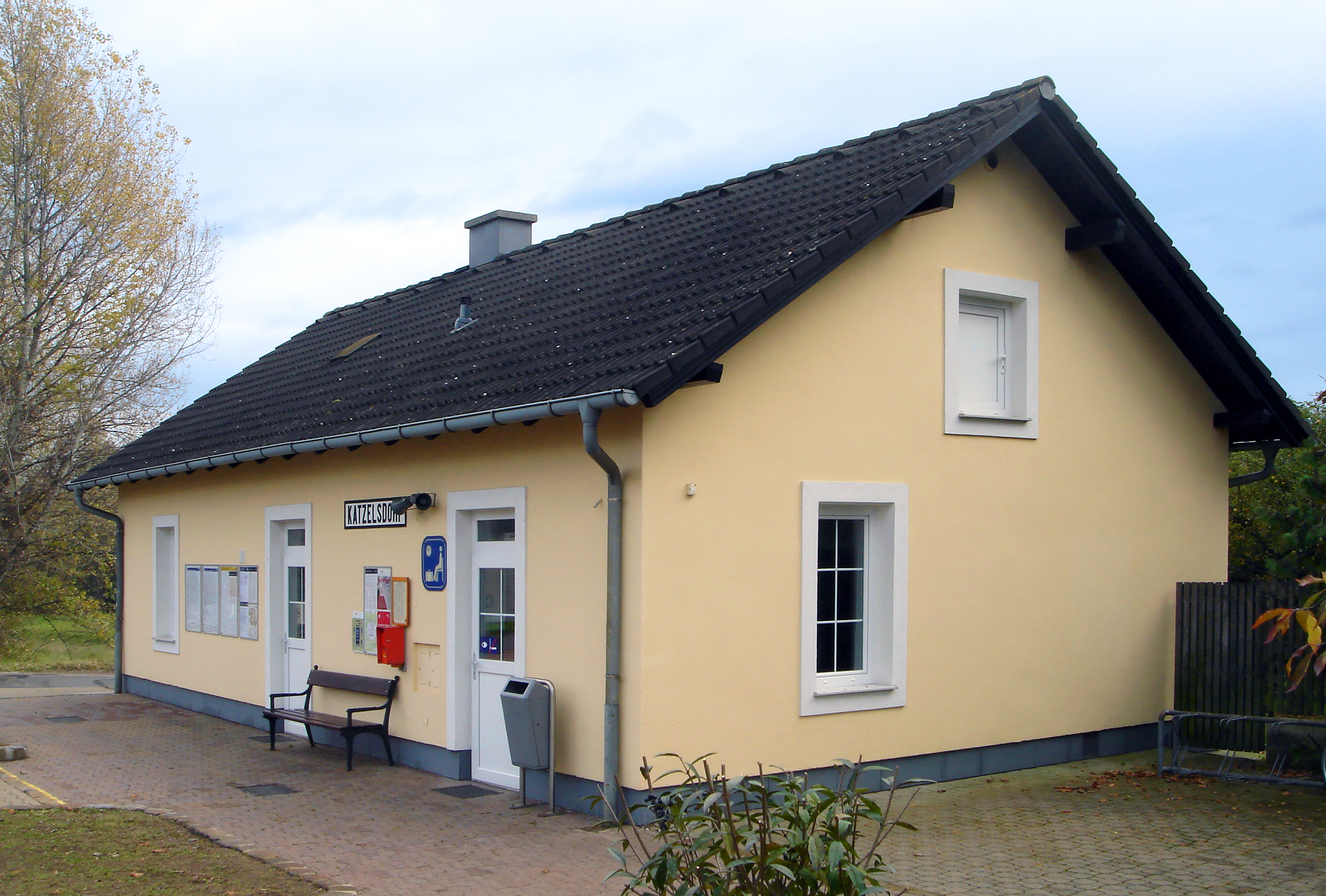
Das Bahnhofsgebäude von Katzelsdorf

- Klosterkirche hl. Maria von der Immerwährenden Hilfe und Kloster Katzelsdorf
- Dorfkirche hl. Laurenz an der Hauptstraße in der Ortsmitte
- Schloss Katzelsdorf
- Jugendfilmclub Katzelsdorf
- Theatergruppe Katzelsdorf
- Jugendblasmusik, Rosalienchor (regional bekannter Männergesangsverein)
- Laurenzikirtag

Eichbüchl
- Schloss Eichbüchl mit Kapelle am Fuße des Schlossberges

Museen
Am 4. September 2004 wurde im letzten im Originalzustand erhaltenen Gebäude des ehemaligen Pferdelazaretts die Zinnfigurenwelt Katzelsdorf eröffnet. Sie ist mit etwa 30.000 ausgestellten Zinnfiguren das größte Zinnfigurenmuseum Österreichs.

### Freizeit- und Sportanlagen
Katzelsdorf bietet mit zwei Fußballplätzen, einem Tennisplatz, und einer Mehrzweckanlage Gelegenheit zur Ausübung zahlreicher Sportarten. Weiters gibt es einen Reitplatz, zahlreiche Reit- und Wanderwege sowie der Fitness-Parcours laden zu Ausflügen in die Leitha-Au und ins Rosaliengebirge ein. Radfahrer finden in Katzelsdorf und der Umgebung ein ausgedehntes Radwegenetz - so verlaufen der Thermenradweg und der Eurovelo 9 durch Katzelsdorf.
In schneereichen Wintern wird in der Leitha-Au eine Langlaufloipe gespurt.

## Wirtschaft und Infrastruktur

### Bildung
In Katzelsdorf gibt es zwei Kindergärten, eine Volks- und Musikschule, sowie ein Privatgymnasium mit Öffentlichkeitsrecht (Klemens-Maria-Hofbauer-Gymnasium; früher: Gymnasium der Redemptoristen).

## Politik

### Gemeinderat
Der Gemeinderat hat 23 Mitglieder.
- Mit den Gemeinderatswahlen in Niederösterreich 1990 hatte der Gemeinderat folgende Verteilung: 14 ÖVP, 6 SPÖ, und 1 FPÖ.
- Mit den Gemeinderatswahlen in Niederösterreich 1995 hatte der Gemeinderat folgende Verteilung: 13 ÖVP, 7 SPÖ, und 1 FPÖ.[5]
- Mit den Gemeinderatswahlen in Niederösterreich 2000 hatte der Gemeinderat folgende Verteilung: 13 ÖVP, 7 SPÖ, und 1 FPÖ.[6]
- Mit den Gemeinderatswahlen in Niederösterreich 2005 hatte der Gemeinderat folgende Verteilung: 12 ÖVP, 8 SPÖ, und 1 Grüne.[7]
- Mit den Gemeinderatswahlen in Niederösterreich 2010 hatte der Gemeinderat folgende Verteilung: 13 ÖVP, 5 SPÖ, und 3 Wir Katzelsdorfer.[8]
- Mit den Gemeinderatswahlen in Niederösterreich 2015 hatte der Gemeinderat folgende Verteilung: 15 ÖVP, und 8 SPÖ.[9]
- Mit den Gemeinderatswahlen in Niederösterreich 2020 hatte der Gemeinderat folgende Verteilung: 18 ÖVP und 5 SPÖ.[10]
- Mit den Gemeinderatswahlen in Niederösterreich 2025 hat der Gemeinderat folgende Verteilung: 16 ÖVP, 4 SPÖ und 3 Grüne.[11]

### Bürgermeister
Bürgermeister seit 1945 waren:
- 1945–1946 Franz Steiger
- 1946–1949 Heinrich Gnam
- 1949–1952 Leopold Höchstätter
- 1952–1955 Franz Gruber
- 1955–1964 Michael Grier
- 1964–1965 Karl Ecker
- 1965–1987 Felix Böhm
- 1986–2002 Heinrich Eder
- 2002–2018 Hannelore Handler-Woltran (ÖVP)
- seit 2018 Michael Nistl (ÖVP)

### Wappen
Der Gemeinde Katzelsdorf wurde mit Beschluss der NÖ-Landesregierung vom 6. Oktober 1981 ein Gemeindewappen verliehen.
Blasonierung: „In einem bogenförmig geteilten Schild, oben eine halbe silberne Sonne, von der drei rote Strahlen zum Schildesrand laufen, unten in Grün eine mit zwei rotbedachten Türmen und angedeutetem Tor bewehrte, silberne Burg.“
Gleichzeitig wurden die vom Gemeinderat der Gemeinde Katzelsdorf festgesetzten Gemeindefarben „Rot-Weiß-Grün“ genehmigt.

## Persönlichkeiten

### Ehrenbürger der Gemeinde
- Ferdinand Zahlner († 2014), Ordenspriester des Klosters Katzelsdorf[15]

### Söhne und Töchter der Gemeinde
- Karl Braunstorfer (1895–1978), Abt des Stiftes Heiligenkreuz
- Ernst Wurm (1906–1971), Schriftsteller
- Josef Ofenböck (1919–1975), Nationalratsabgeordneter

### Mit der Gemeinde verbundene Persönlichkeiten
- Ernst Florian Winter (1923–2014), Historiker und Politikwissenschaftler